# Danh sách súng trường
Trang này bao gồm những khẩu súng trường tự động, súng trường nạp đạn bằng khóa nòng, súng trường nạp đạn bằng đòn bẩy và súng trường bán tự động.
| Tên                                         | Nhà sản xuất | Hình                                      | Loại đạn | Quốc gia                                                     | Năm            |
| ------------------------------------------- | --- | ----------------------------------------- | --- | ------------------------------------------------------------ | -------------- |
| Súng trường 35M                             | |                                           | 7.92×57mm Mauser 8×56mmR | Hungary                                                      | 1935           |
| Súng trường 1792                            | |                                           | Đạn chì.49 in. | Hoa Kỳ                                                       | 1792           |
| Súng trường Albini-Braendlin                | Augusto Albini Francis Braendlin                                                                                           |                                           | 11mm | Bỉ                                                           | 1867           |
| Arisaka                                     | Arisaka Nariakira Nambu Kijirō                                                                                             |                                           | 6.5×50mmSR Arisaka 7.7×58mm Arisaka | Nhật Bản                                                     | 1897           |
| Armalite AR-5                               | ArmaLite |                                           | .22 Hornet | Hoa Kỳ                                                       | 1956           |
| Armalite AR-7                               | ArmaLite |                                           | .22 Long Rifle | Hoa Kỳ                                                       | 1958           |
| Armalite AR-15                              | ArmaLite | ArmaLite AR-15 Left Side                  | .223 Remington 5.56x45mm NATO | Hoa Kỳ                                                       | 1959           |
| Armalite AR-30                              | ArmaLite |                                           | .300 Winchester Magnum .308 Winchester .338 Lapua Magnum | Hoa Kỳ                                                       | 2000           |
| Súng trường Baker                           | Ezekiel Baker |                                           | .615 in. lead ball | Anh Quốc                                                     | 1798           |
| Súng trường Berdan                          | Hiram Berdan |                                           | 10.75×58 mmR; đạn đầu giấy 24 gram 7.62×54mmR | Hoa Kỳ · Nga                                                 | 1868           |
| Súng trường Berkut                          | KBP Instrument Design Bureau                                                                                               |                                           | .308 Winchester 7.62×54mmR 9×53mmR | Nga                                                          | 1998           |
| Súng trường Berthier                        | Monsieur Berthier |                                           | 8mm Lebel 7.5×54mm French | Pháp                                                         | 1890           |
| Blaser R8                                   | Blaser |                                           | .222 Remington | Đức                                                          | 2008           |
| Blaser R93                                  | Blaser |                                           | Tùy biến thể | Đức                                                          | 1993           |
| Browning BLR                                | Browning Arms Company |                                           | .22-250 Remington .223 Remington .257 Roberts .243 Winchester .270 Winchester .270 Winchester Short Magnum .30-06 Springfield .300 Winchester Short Magnum .308 Winchester .325 Winchester Short Magnum .358 Winchester .450 Marlin 7mm Remington Magnum 7mm Winchester Short Magnum 7mm-08 Remington | Hoa Kỳ                                                       | Những năm 1960 |
| Súng trường Brunswick                       | |                                           | .654 in. lead ball .704 in. lead ball | Anh Quốc                                                     | 1836           |
| Súng trường tự động BSA                     | Birmingham Small Arms Company                                                                                              |                                           | .303 British | Anh Quốc                                                     | 1924           |
| Bushmaster M17S                             | Bushmaster Firearms International                                                                                          |                                           | 5.56×45mm NATO | Úc                                                           | 1992           |
| C11 (súng trường)                           | Colt Canada |                                           | 5.56×45mm NATO | Canada                                                       |                |
| C12A1                                       | Rangemaster Precision Arms                                                                                                 |                                           | 7.62×51mm NATO | Canada                                                       |                |
| Carcano                                     | |                                           | 6.5×52mm Carcano 7.35×51mm Carcano 6.5×54mm Mannlicher–Schönauer 6.5×50mmSR Arisaka | Ý                                                            | 1890           |
| Cei-Rigotti                                 | |                                           | 6.5×52mm Mannlicher–Carcano 7.65×53mm Mauser | Ý                                                            | 1900           |
| Súng trường Chiang Kai-shek                 | Kung Hsien Hanyang Arsenal Jinling Canton Arsenals                                                                         |                                           | 7.92×57mm Mauser | Trung Hoa Dân Quốc                                           | 1935           |
| CMMG Mk47 Mutant                            | CMMG Inc. |                                           | 7.62×39mm | Hoa Kỳ                                                       | 2014           |
| Súng trường Colt-Burgess                    | Colt's Manufacturing Company                                                                                               |                                           | .44-40 Winchester | Hoa Kỳ                                                       | 1883           |
| Colt C-19                                   | Colt Canada |                                           | 7.62×51mm NATO .308 Winchester | Phần Lan                                                     | 2015           |
| Súng trường Colt's New Model Revolving      | Colt's Manufacturing Company                                                                                               |                                           | | Hoa Kỳ                                                       | 1955           |
| Súng trường Colt Ring Lever                 | Colt's Manufacturing Company                                                                                               |                                           | .34 in. lead ball .36 in. lead ball .38 in. lead ball .40 in. lead ball .44 in. lead ball | Hoa Kỳ                                                       | 1837           |
| CZ 452                                      | Česká Zbrojovka Uherský Brod                                                                                               |                                           | .22 Long Rifle .22 Winchester Magnum Rimfire .17 HMR .17 HM2 | Tiệp Khắc                                                    | 1943           |
| CZ 455                                      | Česká Zbrojovka Uherský Brod                                                                                               |                                           | .22 Long Rifle .22 Winchester Magnum Rimfire .17 HMR .17 HM2 | Cộng hòa Séc                                                 | 2007           |
| CZ 511                                      | Česká zbrojovka Uherský Brod Česká zbrojovka Strakonice                                                                    |                                           | .22 Long Rifle | Cộng hòa Séc                                                 |                |
| CZ 527                                      | Česká Zbrojovka Uherský Brod                                                                                               |                                           | .22 Long Rifle .22 Winchester Magnum Rimfire .17 HMR .17 HM2 | Cộng hòa Séc                                                 |                |
| CZ 550                                      | Česká Zbrojovka Uherský Brod                                                                                               |                                           | .243 Winchester .270 Winchester .300 Winchester Magnum .300 Remington Ultra Magnum .308 Winchester .458 Winchester Magnum .338 Lapua Magnum .375 Ruger .375 H&H Magnum .404 Jeffery .416 Ruger .416 Rigby .416 Taylor .416 Remington Magnum .425 Westley Richards .450 Rigby .458 Lott .500 Jeffery .505 Gibbs .22-250 Remington 6.5×55mm 7.62×51mm NATO 7×64mm 7.92×57mm Mauser 9.3×62mm .30-06 Springfield | Cộng hòa Séc                                                 |                |
| Súng trường Dreyse                          | Johann Nikolaus von Dreyse                                                                                                 |                                           | Acorn-shaped lead bullet in paper cartridge | Vương quốc Phổ                                               | 1836           |
| Dutch Mannlicher                            | Steyr Mannlicher |                                           | 6.5×53mmR .303 British 7.7×58mm Arisaka | Áo-Hung                                                      | 1895           |
| Eidgenössischer Stutzer 1851                | Beuret Frères à Liège |                                           | 10.5 mm | Thụy Sĩ                                                      | 1851           |
| El Tigre (súng trường)                      | |                                           | .44-40 Winchester | Bản mẫu:Country data Tây Ban Nha thời Phục Hưng              | 1892           |
| Súng trường Farquhar–Hill                   | Moubray G. Farquhar Arthur H. Hill                                                                                         |                                           | .303 British | Anh Quốc                                                     |                |
| Súng trường Ferguson                        | |                                           | .615 in. lead ball | Anh Quốc                                                     | 1770           |
| Fucile Armaguerra Mod. 39                   | Società Anonima Revelli Manifattura Armaguerra                                                                             |                                           | 6.5×52mm Carcano 7.35×51mm Carcano | Ý                                                            | 1939           |
| Fusil Automatique Modèle 1917               | Manufacture d'Armes de Tulle Manufacture d'Armes de Saint-Etienne                                                          |                                           | 8mm Lebel | Pháp                                                         | 1917           |
| Fusil Gras mle 1874                         | Manufacture d'armes de Saint-Étienne Steyr Mannlicher                                                                      |                                           | 11×59mmR 8mm Lebel | Pháp                                                         | 1874           |
| Súng trường Lưu Tổng                        | Hanyang Arsenal |                                           | 7.92×57mm Mauser | Trung Hoa Dân Quốc                                           | 1914           |
| Gewehr 1888                                 | Ludwig Loewe Haenel Steyr Mannlicher Hanyang Arsenal                                                                       |                                           | 7.92×57mm Mauser | Đức                                                          | 1888           |
| Gewehr 43                                   | Carl Walther GMBH |                                           | 7.92×57mm Mauser | Đức                                                          | 1943           |
| Gewehr 98                                   | Mauser Deutsche Waffen und Munitionsfabriken Haenel Sauer & Sohn Waffenwerke Oberspree Chr. Schilling Co. Simson (company) |                                           | 7.92×57mm Mauser | Đức                                                          | 1898           |
| Hanyang 88                                  | Hanyang Arsenal |                                           | 7.92×57mm Mauser | Bản mẫu:Country data Triều đại nhà Thanh                     | 1895           |
| Harpers Ferry Model 1803                    | Harpers Ferry Armory |                                           | .525 in. lead ball | Hoa Kỳ                                                       | 1803           |
| Súng trường Hawken                          | Samuel Hawken |                                           | Đạn chì.54 in. | Hoa Kỳ                                                       | 1823           |
| Heym Express Magnum                         | Heym (nhà sản xuất súng)                                                                                                   |                                           | Khác nhau | Đức                                                          |                |
| Súng trường Howell                          | |                                           | .303 British | Anh Quốc                                                     |                |
| Infanteriegewehr 1863                       | |                                           | 10.5 mm | Thụy Sĩ                                                      | 1863           |
| Infanteriegewehr Modell 1842                | Francotte Liège Beuret Frères                                                                                              |                                           | .18 mm | Thụy Sĩ                                                      | 1842           |
| Ishapore 2A1                                | Ordnance Factories Board                                                                                                   |                                           | 7.62×51mm NATO | Ấn Độ                                                        | 1963           |
| Jägergewehr 1856/59                         | Beuret Frères à Liège |                                           | .10.5 mm | Thụy Sĩ                                                      | 1853           |
| Jarmann M1884                               | Jacob Smith Jarmann |                                           | 10.15×61mmR | Na Uy                                                        | 1878           |
| Súng trường Joslyn                          | Joslyn Firearms Company |                                           | Đạn chì.54 hoặc.58 in. | Hoa Kỳ                                                       | 1855           |
| Jungle Carbine                              | |                                           | .303 British | Anh Quốc                                                     | 1944           |
| Kammerlader                                 | |                                           | Đạn giấy Minié ball | Na Uy                                                        | 1842           |
| Karabinek wz. 1929                          | Państwowa Fabryka Karabinów FB "Łucznik" Radom                                                                             |                                           | 7.92×57mm Mauser | Ba Lan                                                       | 1929           |
| Karabiner 98k                               | Mauser |                                           | 7.92×57mm Mauser | Đức                                                          | 1935           |
| Kb wz. 98a                                  | |                                           | 7.92×57mm Mauser | Ba Lan                                                       | 1934           |
| Kbsp wz. 1938M                              | |                                           | 7.92×57mm Mauser | Ba Lan                                                       | 1934           |
| Súng trường tự động Knötgen                 | M. Knötgen |                                           | 7.92×57mm Mauser | Đức                                                          | 1910           |
| Kel-Tec RFB                                 | Kel-Tec |                                           | 7.62×51mm NATO | Hoa Kỳ                                                       | 2003           |
| Krag–Jørgensen                              | |                                           | 8×58mmR Danish Krag .30-40 Krag 6.5×55mm | Na Uy                                                        | 1886           |
| Krag–Petersson                              | Ole Herman Johannes Krag và Axel Jacob Petersson                                                                           |                                           | 12.17×44mm | Na Uy                                                        | 1872           |
| Súng trường Kropatschek                     | |                                           | 8×56mmR 8×60mmR | Áo-Hung                                                      | 1886           |
| Lee-Enfield                                 | James Paris Lee Royal Small Arms Factory                                                                                   |                                           | .303 British | Anh Quốc                                                     | 1895           |
| Lee–Metford                                 | Royal Small Arms Factory                                                                                                   |                                           | .303 British | Anh Quốc                                                     | 1884           |
| Lee Speed                                   | Royal Small Arms Factory Birmingham Small Arms Company                                                                     |                                           | .303 British | Anh Quốc                                                     |                |
| Súng trường Lorenz                          | Joseph Lorenz |                                           | .54 in. lead ball | Áo                                                           | 1770           |
| M1 Garand                                   | Springfield Armory Winchester Repeating Arms Company H&R Firearms International Harvester Springfield Armory, Inc.         |                                           | .30-06 Springfield 7.62×51mm NATO .308 Winchester | Hoa Kỳ                                                       | 1928           |
| Súng trường M1819 Hall                      | John Hancock Hall |                                           | Đạn chì.525 in. (nguyên mẫu) Đạn giấy w/.69 (chuyển đổi) | Hoa Kỳ                                                       | 1811           |
| Súng trường M1841 Mississippi               | Harpers Ferry Armory |                                           | Đạn chì .54 in. .58 Minie ball | Hoa Kỳ                                                       | 1840           |
| M1867 Russian Krnka                         | Tula Arms Plant |                                           | 15.24x40mmR | Nga                                                          | 1867           |
| M1870 Belgian Comblain                      | Hubert-Joseph Comblain |                                           | 11×50mm R Comblain | Bỉ                                                           |                |
| M1870 Italian Vetterli                      | |                                           | 10.4×47mmR 6.5×52mm Carcano | Ý                                                            | 1870           |
| M1885 Remington–Lee                         | Sharps Rifle Manufacturing Company Remington Arms                                                                          |                                           | 6mm Lee Navy .45-70 .43 Spanish | Hoa Kỳ                                                       | 1879           |
| M1895 Lee Navy                              | Winchester Repeating Arms Company                                                                                          |                                           | 6mm Lee Navy | Hoa Kỳ                                                       | 1895           |
| M1903 Springfield                           | Springfield Armory |                                           | .30-03 .30-06 Springfield | Hoa Kỳ                                                       | 1903           |
| M1917 Enfield                               | Winchester Repeating Arms Company Remington Arms Eddystone Arsenal                                                         |                                           | .30-06 Springfield | Hoa Kỳ                                                       | 1917           |
| Súng trường M1922 Bang                      | Søren Hansen Bang |                                           | .30-06 Springfield 6.5×55mm | Hoa Kỳ · Đan Mạch                                            |                |
| Mannlicher M1886                            | Steyr Mannlicher |                                           | 8×52mmR Mannlicher 11×58mmR | Áo-Hung                                                      | 1886           |
| Mannlicher M1888                            | Steyr Mannlicher Fegyver- és Gépgyár                                                                                       |                                           | 7.92×57mm Mauser 8×50mmR Mannlicher 8×52mmR Mannlicher | Áo-Hung                                                      | 1887           |
| Mannlicher M1890 Carbine                    | Steyr Mannlicher |                                           | 8×50mmR Mannlicher 7.92×57mm Mauser 8×56mmR | Áo-Hung                                                      | 1890           |
| Mannlicher M1893                            | Steyr Mannlicher |                                           | 6.5×53mmR 8×50mmR Mannlicher .22 Long Rifle | Áo-Hung                                                      | 1892           |
| Mannlicher M1895                            | Steyr Mannlicher Fegyver- és Gépgyár Zbrojovka Brno                                                                        |                                           | 7.92×57mm Mauser 8×50mmR Mannlicher 8×56mmR | Áo-Hung                                                      | 1895           |
| Mannlicher–Schönauer                        | Steyr Mannlicher Breda Meccanica Bresciana                                                                                 |                                           | 6.5×54mm Mannlicher–Schönauer | Áo-Hung                                                      | 1903           |
| Marlin Model 20                             | Marlin Firearms |                                           | .22 Long Rifle | Áo-Hung                                                      |                |
| Marlin Model 60                             | Marlin Firearms |                                           | .22 Long Rifle | Hoa Kỳ                                                       | 1960           |
| Marlin Model 70P                            | Marlin Firearms |                                           | .22 Long Rifle | Hoa Kỳ                                                       |                |
| Marlin Model 336                            | Marlin Firearms Remington Arms                                                                                             |                                           | .30-30 Winchester .35 Remington .219 Zipper .32 Winchester Special .356 Winchester .375 Winchester .38-55 Winchester .44 Magnum .410 bore .45-70 .444 Marlin .450 Marlin .38 Special .357 Magnum .44 Special .44 Magnum .45 Colt | Hoa Kỳ                                                       | 1948           |
| Marlin Model 780                            | Marlin Firearms |                                           | .22 Long Rifle | Hoa Kỳ                                                       | 1988           |
| Marlin Model 795                            | Marlin Firearms |                                           | .22 Long Rifle | Hoa Kỳ                                                       |                |
| Marlin Model Golden 39A                     | Marlin Firearms |                                           | .22 Short .22 Long .22 Long Rifle | Hoa Kỳ                                                       | 1891           |
| Marlin Model XT-22                          | Marlin Firearms |                                           | .22 Long Rifle | Hoa Kỳ                                                       |                |
| Martini–Enfield                             | Royal Small Arms Factory                                                                                                   |                                           | .303 British | Anh Quốc                                                     | 1878           |
| Martini–Henry                               | Royal Small Arms Factory                                                                                                   |                                           | .577/450 Boxer-Henry .577/450 Martini–Henry .303 British 11.43×55R (Ottoman) 11.43×59R (Ottoman) 7.65×53mm Mauser (Ottoman) | Anh Quốc                                                     | 1870           |
| MAS-36                                      | Manufacture d'Armes de Saint-Étienne                                                                                       |                                           | 7.5×54mm French | Pháp                                                         | 1936           |
| MAS-49                                      | Manufacture d'Armes de Saint-Étienne                                                                                       |                                           | 7.5×54mm French | Pháp                                                         | 1949           |
| Mauser-Koka                                 | Mauser Zastava Arms |                                           | 10.15×63mmR | Serbia                                                       | 1871           |
| Mauser M59                                  | Kongsberg Small Arms |                                           | 7.62×51mm NATO .30-06 Springfield | Na Uy                                                        | 1959           |
| Mauser M98                                  | Mauser |                                           | Varies, see article | Vương quốc Phổ                                               | 1895           |
| Mauser Model 1871                           | Mauser |                                           | 11×60mm Mauser 10.15×63mmR 11.15×37mmR 9.5×60mmR 11×59mmR Gras 7×57mm Mauser 7.65×53mm Mauser 6.5×53.5mmR | Vương quốc Phổ                                               | 1871           |
| Mauser Model 1889                           | FN Herstal Deutsche Waffen und Munitionsfabriken                                                                           |                                           | 7.65×53mm Mauser | Bỉ                                                           | 1998           |
| Mauser Model 1895                           | Deutsche Waffen und Munitionsfabriken                                                                                      |                                           | 7×57mm Mauser | Đức                                                          | 1895           |
| Mauser–Vergueiro                            | Fábrica de Braço de Prata                                                                                                  |                                           | 6.5×58mm Vergueiro 7×57mm Mauser 7.92×57mm Mauser | Bản mẫu:Country data Vương quốc Bồ Đào Nha                   | 1904           |
| Súng trường Meunier                         | |                                           | 7x59 "7mm Meunier" | Pháp                                                         | 1890           |
| Súng trườnf Minié                           | |                                           | 18mm | Bản mẫu:Country data Đệ Nhị Cộng hòa Pháp                    | 1849           |
| Model 1814 common                           | Henry Deringer |                                           | Đạn chì.54 in. | Hoa Kỳ                                                       | 1814           |
| Model 1817 common                           | Henry Deringer |                                           | Đạn chì.54 in. | Hoa Kỳ                                                       | 1817           |
| Mondragón                                   | Sig Holding AG |                                           | 7×57mm Mauser | México                                                       | 1884           |
| Mosin–Nagant                                | Tula Arms Plant Kalashnikov Concern Sestroryetsk Remington Arms                                                            |                                           | 7.62×54mmR 7.62×53mmR 7.92×57mm Mauser 8×50mmR Mannlicher | Nga                                                          | 1891           |
| Mossberg 100ATR                             | O.F. Mossberg & Sons |                                           | .243 Winchester .308 Winchester< br/>7mm-08 Remington .30-06 Springfield .270 Winchester | Hoa Kỳ                                                       |                |
| Mossberg 464                                | O.F. Mossberg & Sons | Tập tin:Mossberg 464.jpg                  | .30-30 Winchester .22 Long Rifle | Hoa Kỳ                                                       | 2008           |
| Mossberg Plinkster                          | O.F. Mossberg & Sons |                                           | .22 Long Rifle | Brasil                                                       |                |
| Murata                                      | |                                           | 11×60mmR Murata 8×53mmR Murata | Nhật Bản                                                     | 1880           |
| Súng trường Mylonas                         | Emile et Leon Nagant |                                           | | Hy Lạp                                                       | 1872           |
| Pattern 1853 Enfield                        | Royal Small Arms Factory                                                                                                   |                                           | Đạn chì.577 in. | Anh Quốc                                                     | 1853           |
| Pattern 1861 Enfield                        | Royal Small Arms Factory                                                                                                   |                                           | Đạn chì.58 in. | Anh Quốc                                                     | 1861           |
| Pattern 1913 Enfield                        | Royal Small Arms Factory                                                                                                   | Tập tin:P13 Enfield Rifle in.276.jpg      | .276 Enfield | Anh Quốc                                                     | 1912           |
| Pattern 1914 Enfield                        | Royal Small Arms Factory                                                                                                   |                                           | .303 British | Anh Quốc                                                     | 1914           |
| Súng trường Pedersen                        | John Pedersen |                                           | .276 Pedersen | Hoa Kỳ                                                       | Những năm 1920 |
| PTR 91F                                     | PTR-91 Industries, Inc. |                                           | 7.62×51mm NATO | Hoa Kỳ                                                       | 2000           |
| Remington-Keene                             | Remington Arms |                                           | .45-70 | Hoa Kỳ                                                       | 1878           |
| Remington M1867                             | Remington Arms |                                           | 12.17×42mm RF 12.17×44mmR centerfire 10.15×61mmR 8×58mmR Danish Krag | Hoa Kỳ                                                       | 1867           |
| Remington M1867                             | Remington Arms |                                           | .30-03 .30-06 Springfield | Hoa Kỳ                                                       | 1903           |
| Remington Model 5                           | Remington Arms |                                           | .17 HMR .22 Long Rifle .22 Winchester Magnum Rimfire | Hoa Kỳ                                                       | 2006           |
| Remington Model 8                           | Remington Arms |                                           | .25 Remington .30 Remington .32 Remington .35 Remington .300 Savage | Hoa Kỳ                                                       | 1906           |
| Remington Model 14                          | Remington Arms |                                           | Varies, see article | Hoa Kỳ                                                       | 1908           |
| Remington Model 24                          | Remington Arms |                                           | .22 Short .22 Long Rifle | Hoa Kỳ                                                       | 1922           |
| Remington Model 30                          | Remington Arms |                                           | .30-06 Springfield .25 Remington .30 Remington .32 Remington 7×57mm Mauser .257 Roberts .270 Winchester | Hoa Kỳ                                                       | 1921           |
| Remington Model 34                          | Remington Arms |                                           | .22 Short .22 Long .22 Long Rifle | Hoa Kỳ                                                       | 1932           |
| Remington Model 121 Fieldmaster             | Remington Arms |                                           | .22 Short .22 Long .22 Long Rifle | Hoa Kỳ                                                       | 1936           |
| Remington Model 241                         | Remington Arms |                                           | .22 Short .22 Long Rifle | Hoa Kỳ                                                       | 1935           |
| Remington Model 341                         | Remington Arms |                                           | .22 Short .22 Long .22 Long Rifle | Hoa Kỳ                                                       | 1936           |
| Remington Model 504                         | Remington Arms |                                           | .17 HM2 .17 HMR .22 Long Rifle | Hoa Kỳ                                                       | 2004           |
| Remington Model 511 Scoremaster             | Remington Arms | Tập tin:Remington Scoremaster 511.jpg     | .22 Short .22 Long .22 Long Rifle | Hoa Kỳ                                                       | 1939           |
| Remington Model 512 Sportsmaster            | Remington Arms |                                           | .22 Short .22 Long .22 Long Rifle | Hoa Kỳ                                                       | 1940           |
| Remington Model 513                         | Remington Arms |                                           | .22 Long Rifle | Hoa Kỳ                                                       | 1940           |
| Remington Model 521 TL Junior               | Remington Arms |                                           | .22 Short .22 Long .22 Long Rifle | Hoa Kỳ                                                       | 1947           |
| Remington Model 522 Viper                   | Remington Arms |                                           | .22 Long Rifle | Hoa Kỳ                                                       | 1993           |
| Remington Model 552                         | Remington Arms |                                           | .22 Short .22 Long .22 Long Rifle | Hoa Kỳ                                                       | 1957           |
| Remington Model 597                         | Remington Arms |                                           | .17 HMR .22 Long Rifle .22 Winchester Magnum Rimfire | Hoa Kỳ                                                       | 1997           |
| Remington Model 740                         | Remington Arms |                                           | .244 Remington .280 Remington .308 Winchester .30-06 Springfield | Hoa Kỳ                                                       | 1955           |
| Remington Model 742                         | Remington Arms |                                           | .243 Winchester .280 Remington .308 Winchester 6mm Remington .30-06 Springfield | Hoa Kỳ                                                       | 1960           |
| Remington Model 760                         | Remington Arms |                                           | .30-06 Springfield .300 Savage .35 Remington .222 Remington .223 Remington .243 Winchester .270 Winchester .280 Remington .257 Roberts 6mm Remington .308 Winchester | Hoa Kỳ                                                       | 1956           |
| Remington Model 572                         | Remington Arms |                                           | .22 Short .22 Long .22 Long Rifle | Hoa Kỳ                                                       | 1954           |
| Remington Model 572 Fieldmaster             | Remington Arms |                                           | .22 Short .22 Long .22 Long Rifle | Hoa Kỳ                                                       | 1956           |
| Remington Model 580                         | Remington Arms |                                           | .22 Long Rifle | Hoa Kỳ                                                       | 1967           |
| Remington Model 600                         | Remington Arms |                                           | .222 Remington .223 Remington 6mm Remington 6.5mm Remington Magnum .243 Winchester .308 Winchester .35 Remington .350 Remington Magnum | Hoa Kỳ                                                       | 1964           |
| Remington Model 660                         | Remington Arms |                                           | .222 Remington .223 Remington 6mm Remington 6.5mm Remington Magnum .243 Winchester .308 Winchester .35 Remington .350 Remington Magnum | Hoa Kỳ                                                       | 1968           |
| Remington Model 673                         | Remington Arms |                                           | .300 Remington Short Action Ultra Magnum .350 Remington Magnum 6.5mm Remington Magnum .308 Winchester | Hoa Kỳ                                                       | 2003           |
| Remington Model 700                         | Remington Arms |                                           | Khác nhau | Hoa Kỳ                                                       | 1962           |
| Remington Model 710                         | Remington Arms |                                           | .243 Winchester .270 Winchester .30-06 Springfield 7mm Remington Magnum .300 Winchester Magnum | Hoa Kỳ                                                       | 2001           |
| Remington Model 721                         | Remington Arms |                                           | Khác nhau | Hoa Kỳ                                                       | 1948           |
| Remington Model 750                         | Remington Arms |                                           | .243 Winchester .270 Winchester .308 Winchester .30-06 Springfield .35 Whelen | Hoa Kỳ                                                       | 2006           |
| Remington Model 770                         | Remington Arms |                                           | .243 Winchester .270 Winchester 7mm-08 Remington 7mm Remington Magnum .30-06 Springfield .308 Winchester .300 Winchester Magnum | Hoa Kỳ                                                       | 2007           |
| Remington Model 788                         | Remington Arms | Tập tin:Remington 788.jpg                 | .222 Remington .223 Remington .22-250 Remington .243 Winchester .308 Winchester 6mm Remington 7mm-08 Remington .30-30 Winchester .44 Magnum | Hoa Kỳ                                                       | 1967           |
| Remington Model 798                         | Remington Arms |                                           | .243 Winchester .270 Winchester .300 Winchester Magnum .308 Winchester .375 H&H Magnum .458 Winchester Magnum 7mm Remington Magnum | Hoa Kỳ · Serbia                                              | 2006           |
| Remington Model 799                         | Remington Arms |                                           | .22 Hornet .222 Remington .223 Remington .22-250 Remington [[7.62×39mm | Hoa Kỳ                                                       | 2006           |
| Remington Model 7400                        | Remington Arms |                                           | 6mm Remington .243 Winchester .270 Winchester .280 Remington .308 Winchester .30-06 Springfield .35 Whelen | Hoa Kỳ                                                       | 1981           |
| Remington Model 7600                        | Remington Arms |                                           | .223 Remington .280 Remington .243 Winchester .270 Winchester .308 Winchester .30-06 Springfield .35 Whelen .35 Remington | Hoa Kỳ                                                       | 1981           |
| Remington Model Four                        | Remington Arms |                                           | .243 Winchester 6mm Remington .270 Winchester .280 Remington .30-06 Springfield .308 Winchester | Hoa Kỳ                                                       | 1981           |
| Remington Model R-25                        | Remington Arms |                                           | .243 Winchester 7mm-08 Remington .308 Winchester | Hoa Kỳ                                                       |                |
| Remington Nylon 66                          | Remington Arms |                                           | .22 Long Rifle | Hoa Kỳ                                                       | 1981           |
| Remington Rolling Block rifle               | Remington Arms |                                           | Khác nhau | Hoa Kỳ                                                       | 1864           |
| Ribeyrolles 1918                            | |                                           | 8×35mm Ribeyrolle | Pháp                                                         | 1916           |
| Súng trường Richmond                        | Virginia Manufactory of Arms                                                                                               |                                           | .58 Minie ball | Hoa Kỳ                                                       | 1861           |
| Súng trường tự động Rieder                  | |                                           | .303 British | Nam Phi                                                      | 1940           |
| Súng trường Ross                            | |                                           | .303 British .280 Ross | Canada                                                       | 1903           |
| Súng trường Ruger American                  | Sturm, Ruger & Co. |                                           | Khác nhau | Hoa Kỳ                                                       | 2011           |
| Ruger M77                                   | Sturm, Ruger & Co. |                                           | Varies, see article | Hoa Kỳ                                                       | 1968           |
| Ruger SR-556                                | Sturm, Ruger & Co. |                                           | 5.56×45mm NATO | Hoa Kỳ                                                       | 2009           |
| Savage Model 99                             | Savage Arms |                                           | Khác nhau | Hoa Kỳ                                                       | 1892           |
| Savage Model 110                            | Savage Arms |                                           | Khác nhau | Hoa Kỳ                                                       | 1956           |
| Schmidt–Rubin                               | Waffenfabrik Bern |                                           | 7.5×55mm Swiss 7.5×54.5mm Swiss | Thụy Sĩ                                                      | 1889           |
| Súng trường Sharps                          | Christian Sharps |                                           | .45-70 Government | Hoa Kỳ                                                       | 1848           |
| Smith & Wesson M&P10                        | Smith & Wesson |                                           | .308 Winchester 7.62×51mm NATO | Hoa Kỳ                                                       | 2013           |
| Smith & Wesson M&P15-22                     | Smith & Wesson |                                           | .22 Long Rifle | Hoa Kỳ                                                       | 2013           |
| Snider–Enfield                              | Royal Small Arms Factory                                                                                                   |                                           | .577 Snider | Anh Quốc                                                     | 1860           |
| Súng trường Spencer                         | Spencer company Burnside Rifle Co. Winchester Repeating Arms Company                                                       |                                           | .56-56 Spencer | Hoa Kỳ                                                       | 1860           |
| Springfield Model 1855                      | Springfield Armory |                                           | .58 Minié ball | Hoa Kỳ                                                       | 1861           |
| Springfield Model 1861                      | Springfield Armory |                                           | .58 Minié ball | Hoa Kỳ                                                       | 1856           |
| Springfield Model 1863                      | Springfield Armory |                                           | .58 Minié ball | Hoa Kỳ                                                       | 1863           |
| Springfield Model 1865                      | Springfield Armory |                                           | Rimfire.58-60-500 | Hoa Kỳ                                                       | 1865           |
| Springfield Model 1866                      | Springfield Armory |                                           | .50-70 Government | Hoa Kỳ                                                       | 1866           |
| Springfield Model 1868                      | Springfield Armory |                                           | .50-70 Government | Hoa Kỳ                                                       |                |
| Springfield Model 1869                      | Springfield Armory |                                           | .50-70 Government | Hoa Kỳ                                                       |                |
| Springfield model 1870                      | Springfield Armory |                                           | .50-70 Government | Hoa Kỳ                                                       | 1870           |
| Springfield model 1870 Remington—Navy       | Springfield Armory |                                           | .50-70 Government | Hoa Kỳ                                                       | 1870           |
| Springfield model 1871                      | Springfield Armory |                                           | .50-70 Government | Hoa Kỳ                                                       | 1871           |
| Springfield model 1873                      | Springfield Armory |                                           | .45-70 | Hoa Kỳ                                                       | 1873           |
| Springfield Model 1875                      | Springfield Armory |                                           | .50-70 Government | Hoa Kỳ                                                       | 1875           |
| Springfield Model 1877                      | Springfield Armory |                                           | .50-70 Government | Hoa Kỳ                                                       | 1877           |
| Springfield model 1880                      | Springfield Armory |                                           | .50-70 Government | Hoa Kỳ                                                       | 1880           |
| Springfield Model 1882                      | Springfield Armory |                                           | .50-70 Government | Hoa Kỳ                                                       | 1882           |
| Springfield model 1884                      | Springfield Armory |                                           | .50-70 Government | Hoa Kỳ                                                       | 1884           |
| Springfield Model 1886                      | Springfield Armory |                                           | .50-70 Government | Hoa Kỳ                                                       | 1886           |
| Springfield Model 1888                      | Springfield Armory | Tập tin:Springfield.45 and Krag rifle.JPG | .50-70 Government | Hoa Kỳ                                                       | 1888           |
| Springfield Model 1892–99                   | Springfield Armory |                                           | .30-40 Krag | Hoa Kỳ                                                       | 1892           |
| Springfield Model 1922                      | Springfield Armory |                                           | .22 Long Rifle | Hoa Kỳ                                                       | 1922           |
| Súng trường Tabatière                       | |                                           | | Bản mẫu:Country data Đệ Nhị Đế chế Pháp                      | 1864           |
| Súng trường TERA                            | |                                           | | Nhật Bản                                                     |                |
| Thorneycroft carbine                        | |                                           | .303 British | Anh Quốc                                                     | 1901           |
| Tikka T3                                    | SAKO |                                           | Khác nhau | Phần Lan                                                     | 2003           |
| Súng trường Kiểu 4                          | Yokosuka Naval Arsenal |                                           | 7.7×58mm Arisaka | Nhật Bản                                                     | 1944           |
| Súng trường Arisaka Kiểu 30                 | |                                           | 6.5×50mmSR Arisaka .303 British 6.5×54mm Mannlicher–Schönauer | Nhật Bản                                                     | 1897           |
| Súng trường Kiểu 35                         | |                                           | 6.5×50mmSR Arisaka | Nhật Bản                                                     | 1902           |
| Súng trường Kiểu 38                         | |                                           | 6.5×50mmSR Arisaka | Nhật Bản                                                     | 1906           |
| Type 46 & Type 46/66 Siamese Mauser         | Koishikawa arsenal |                                           | 8×50mmR 8×52mmR | Thái Lan                                                     | 1903           |
| Type 47 & Type 47/66 Siamese Mauser carbine | Koishikawa arsenal |                                           | 8×50mmR 8×52mmR | Thái Lan                                                     | 1905           |
| Type 66 Siamese                             | Koishikawa arsenal |                                           | 8×52mmR | Thái Lan                                                     | 1923           |
| Súng trường Arisaka kiểu 99                 | Nariakira Arisaka |                                           | 7.7×58mm Arisaka | Nhật Bản                                                     | 1939           |
| Súng trường Type I                          | Fabbrica Nazionale d'Armi Sezione Fabbrica d'Armi Regio Esercito                                                           |                                           | 6.5×50mmSR Arisaka | Ý                                                            | 1938           |
| Vereinsgewehr 1857                          | Königlich Württembergische Gewehrfabrik và Suhl                                                                            |                                           | .547 inches (13.9 mm) Minié ball | Baden · Bản mẫu:Country data Vương quốc Württemberg · Hessen | 1865           |
| Súng trường Vetterli                        | Sig Holding AG Waffenfabrik Bern                                                                                           |                                           | 10.4×38mm Swiss Rimfire | Thụy Sĩ                                                      | 1869           |
| Volkssturmgewehr                            | |                                           | 7.92×33mm Kurz | Đức                                                          | 1944           |
| vz. 24                                      | Česká zbrojovka Uherský Brod                                                                                               |                                           | 7×57mm Mauser 7.65×53mm Mauser 7.92×57mm Mauser | Tiệp Khắc                                                    | 1924           |
| vz. 33                                      | Česká zbrojovka Uherský Brod                                                                                               |                                           | 7.92×57mm Mauser | Tiệp Khắc                                                    | 1933           |
| Súng trường vz. 52                          | Česká zbrojovka Uherský Brod Považské strojárne                                                                            |                                           | 7.62×45mm 7.62×39mm | Tiệp Khắc                                                    | 1951           |
| vz. 98/22                                   | Česká zbrojovka Uherský Brod                                                                                               |                                           | 7.92×57mm Mauser | Tiệp Khắc                                                    | 1922           |
| Walther G22                                 | Walther arms |                                           | .22 Long Rifle | Đức                                                          |                |
| Súng trường Wänzl                           | |                                           | 14×33R rimfire & centerfire | Áo-Hung                                                      | 1867           |
| Súng trường Werndl–Holub                    | Steyr Mannlicher |                                           | 11×58mmR 11.15×42mmR | Áo-Hung                                                      | Những năm 1860 |
| Súng trường Whitworth                       | Whitworth Rifle Company |                                           | Đạn cỡ.451 | Anh Quốc                                                     | 1954           |
| Winchester Model 67                         | Winchester Repeating Arms Company                                                                                          |                                           | .22 Short .22 Long .22 Long Rifle .22 Winchester Rimfire | Hoa Kỳ                                                       | 1934           |
| Winchester Model 1886                       | Winchester Repeating Arms Company                                                                                          |                                           | Khác nhau | Hoa Kỳ                                                       | 1886           |
| Winchester Model 1890                       | Winchester Repeating Arms Company                                                                                          | Nhỏ                                       | .22 Short .22 Long .22 Long Rifle .22 Winchester Rimfire | Hoa Kỳ                                                       | 1890           |
| Winchester Model 1892                       | Winchester Repeating Arms Company                                                                                          |                                           | .25-20 Winchester .32-20 Winchester .38-40 Winchester .44-40 Winchester .218 Bee | Hoa Kỳ                                                       | 1892           |
| Winchester Model 1894                       | Winchester Repeating Arms Company                                                                                          |                                           | Khác nhau, xem bài viết | Hoa Kỳ                                                       | 1894           |
| Winchester Model 1895                       | Winchester Repeating Arms Company Browning Arms Company                                                                    |                                           | .30-40 Krag 7.62×54mmR .303 British .30-06 Springfield .35 Winchester .38-72 Winchester .40-72 Winchester .405 Winchester | Hoa Kỳ                                                       | 1895           |
| Winchester Model 1905                       | Winchester Repeating Arms Company                                                                                          |                                           | .32 Winchester Self-Loading .35 Winchester Self-Loading | Hoa Kỳ                                                       | 1905           |
| Winchester Model 1906                       | Winchester Repeating Arms Company                                                                                          |                                           | .22 Short .22 Long .22 Long Rifle | Hoa Kỳ                                                       | 1906           |
| Winchester Model 1907                       | Winchester Repeating Arms Company                                                                                          |                                           | .351 Winchester Self-Loading | Hoa Kỳ                                                       | 1907           |
| Winchester Model 1910                       | Winchester Repeating Arms Company                                                                                          | Tập tin:Winchester.401 SL Model 1910.jpg  | .351 Winchester Self-Loading | Hoa Kỳ                                                       | 1910           |
| ZH-29                                       | Zbrojovka Brno |                                           | 7.92×57mm Mauser | Tiệp Khắc                                                    | 1929           |